# Caspar Buberl
Caspar Buberl (1834, Königsberg, Bohême, Empire d'Autriche - 22 août 1899, New York) est un sculpteur américain.
Il est le plus connu pour ses monuments dédiés à la guerre de Sécession, pour ses panneaux en reliefs en terre cuite dans le Lake View Cemetery à Cleveland (Ohio) représentant la vie de James Garfield et pour sa frise longue de 360 m sur le Pension Building à Washington.

## Biographie
Né à Königsberg en Bohême, (maintenant Kynsperk nad Ohrí en Tchéquie), le jeune Buberl étudie l'art à Prague et à Vienne avant d'émigrer aux États-Unis en 1854. En 1882, Montgomery C. Meigs est choisi pour dessiner et construire le nouveau Pension Building, l'actuel National Building Museum, à Washington et avec ses plans, remet en cause les modèles gréco-romains en vigueur dans l'architecture néo-classique américaine jusque-là et achève la construction du Pension building. Meigs s'inspire pour son art de la Renaissance italienne notamment du Palais Farnèse de Rome et du Plazzo della Cancelleria.